# Tanyamúzeum (Kerekegyháza)
Ez a cikk a Rendek Ökogazdaság, Élő Tanyamúzeum-ról szól. A Rendek Tanyamúzeum Kerekegyháza külterületen található.
A Rendek család az ősi földbirtok visszaszerzése után a rajta álló épületeket felújította, benne Élő Tanyamúzeumot nyitott 1997-ben.
Az intézmény felelős vezetője Rendek Lászlóné. A tanya, a 20 hektáros földterület és a műtárgyak tulajdonosa a Rendek család, fenntartása családi vállalkozásban történik.
A Rendek Ökogazdaság kialakításánál szempont volt, hogy a régi, hagyományos életformát, eszközeit megőrizve, felújítva és napi használata által az emlékeket életben tartva bemutathatóvá váljon egy hajdani kiskunsági tanya élete.
A családi gazdaság annyira összetett módon épült fel, hogy gyakorlatilag önfenntartónak mondható.
Külföldön, Nyugat-Európában találkozhatunk hasonló élő példákkal az ökomúzeumok és ökogazdaságok vizsgálata kapcsán.
A Rendek Ökomúzeum az alföldi, mezővárosi külterület, tanyavilág bemutatását, a paraszti kultúra ápolását és továbbadását tűzte ki célul.

## Rendek Ökotanya Tanyai Épületegyüttes
A tanyához tartozó földterület 20 hektáron terül el. A tanyai épületegyüttes központjában a lakóház áll, előtte az udvari kemence. A lakóház mellett a gazdasági épületek sorakoznak. Szemben vele a Tanyamúzeum, mellette a gémeskút, illetve a kukoricagóré. Átellenben vele a magtár, ez előtt a mangalicakarám, háta mögött a bemutatókert fekszik.
A tornácos, tanyasi, háromosztatú lakóház 1892-ben épült, melyet 20 éve felújítottak, azóta folyamatosan karbantartják. Ez a ház ad otthont az 1920-1930-as évek felső-kiskunsági témájú, állandó kiállításnak. Ez a lakóház szolgál Tanyamúzeumként, illetve a nyitott színben találhatóak meg a régi, kerti és agrár használati eszközök, szerszámok.
Az Élő Tanyamúzeummal szemben helyezkedik el egy régi, kisméretű istálló, amelyben minden évben Betlehemet rendeznek be.

## Rendek Ökotanya Bemutatókert
Az Ökomúzeum bemutatókertje kuriózum, az Alföld központjában élő génbankként funkcionál. A biodiverzitás megőrzését célul tűzték ki alapításkor, így az odalátogatók ízelítőt kaphatnak a régmúlt idők növényeinek fajtaválasztékából.
A 20 éves múltra visszatekintő Rendek Ökogazdaságban termesztenek őshonos és alternatív növényeket. Az őshonos állatokat tenyésztik.

## Kiállítások, programok
Egész évben fogad látogatókat, állandó és időszaki kiállításokat látogathatnak az érdeklődők. Gyermekprogramok, felnőtt programok, agrár szakmai programok, kézműves foglalkozások színesítik a programkínálatot.
Az Élő Tanyamúzeumban kiállított régi munkaeszközök mellé pontos használati utasítást és személyes történetet kap a vendég. Megtudhatja, hogy hogyan telt egy átlagos napja az alföldi, tanyasi parasztoknak, ízelítőt kap a hagyományos étkezési szokásokról, a változatos tartósítási eljárásokról, arról, hogy hogyan jelezték a gémeskúttal a különböző híreket a tanyasiak. Hogyan ünnepeltek, udvaroltak, majd házasodtak. Milyen volt a hagyományos nagycsaládos életforma egy egyszobás tanyasi házban.
Szabadprogramok és idegenvezetés, gyakorlati tapasztalati háttérrel.
Élő, őshonos állatok és növények, szerszámok, életforma bemutatása.
Egész napos kirándulás a Rendek Ökotanyán, túzok állomány megismerése, horgászélmények a Nemzeti Parkban, Szakmai bemutató a kertben, a karámban.Gyógytea, kenyérlángos és bio-kóstolók, kézműves foglalkozás és főzőiskola, boszorkányűzés teliholdkor, sütőtök sütése, kukoricafosztás, Fosztóbál, Betlehemi rendezvény, és Szentmise Karácsonykor: mind lehetőség itt.

## Képgaléria

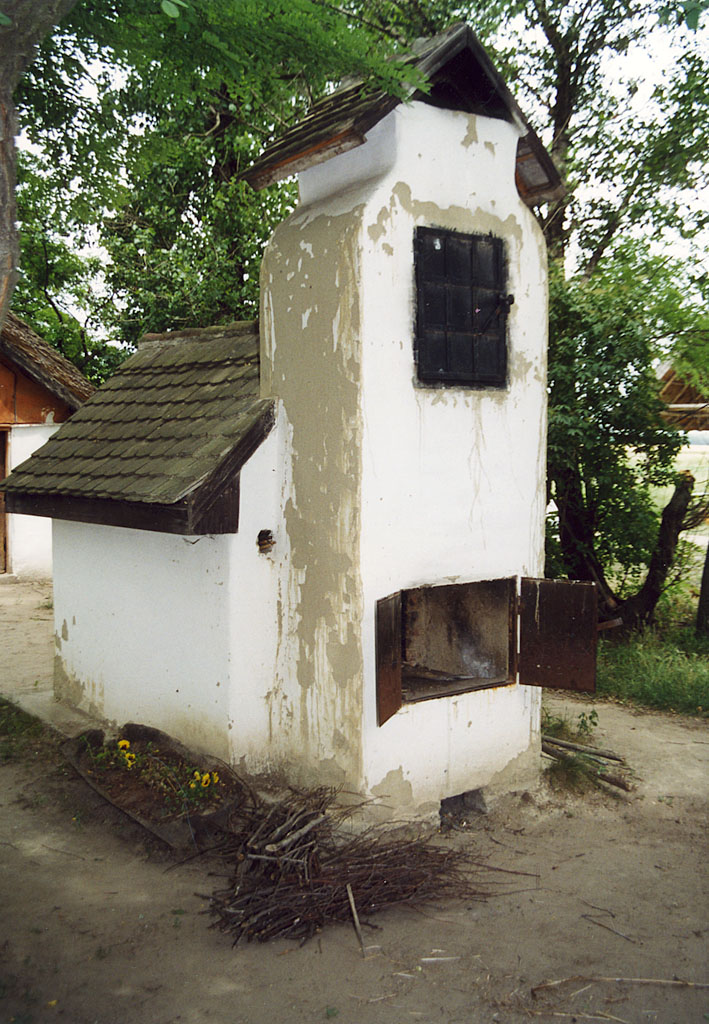
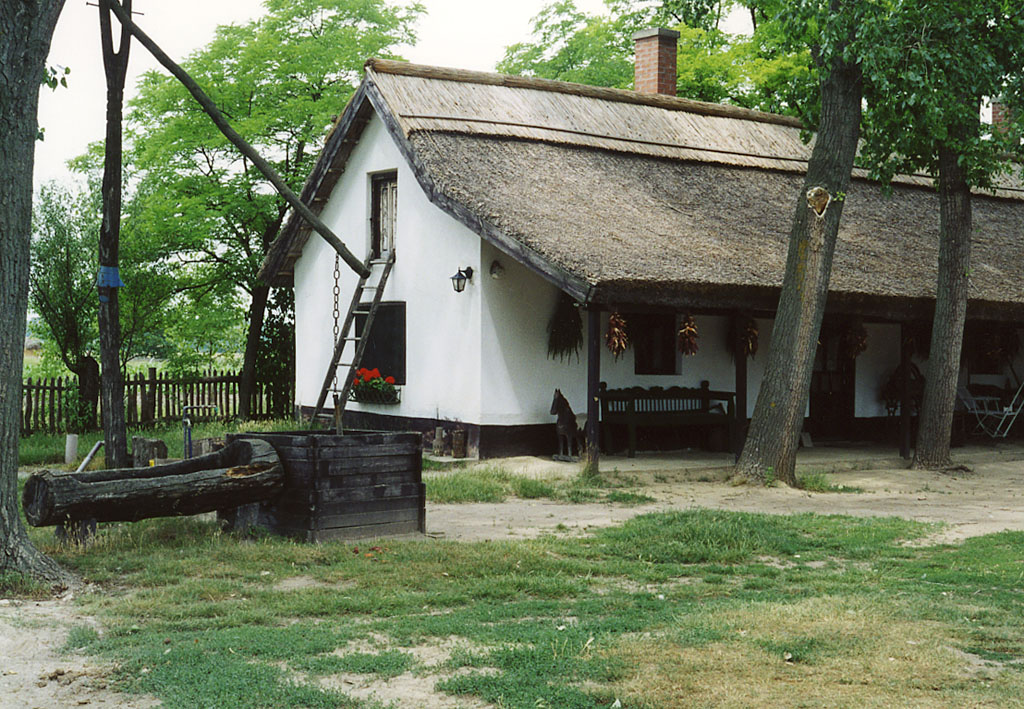
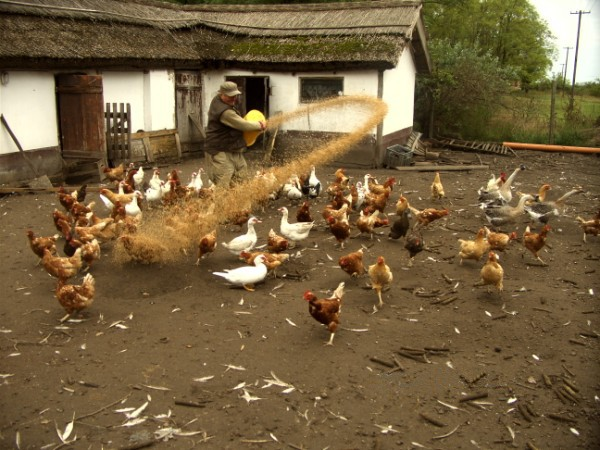

## Külső hivatkozások
- Hivatalos honlap
- Tanyamúzeum a Vendégvárón
- Feng Shui Kert